# Thomas Agro
Thomas Agro (1931 - 1987), cunoscut ca „T. A.” și „Thomas Ambrosiano”, a fost un gangster din New York, din familia mafiotă Gambino. Agro a decedat din cauza unei tumori cerebrale inoperabile pentru care a fost eliberat din închisoare înainte de terminarea pedepsei de detenție.